# Janusz Sałach
Janusz Sałach (* 9. Januar 1959 in Toruń) ist ein ehemaliger polnischer Radrennfahrer und nationaler Meister im Radsport. 

## Sportliche Laufbahn
Sałach war Bahnradfahrer. Bei den Olympischen Sommerspielen 1980 in Moskau startete er in der Mannschaftsverfolgung und wurde mit Marek Kulesza, Andrzej Michalak und Zbigniew Wożnicki auf dem 9. Platz klassiert. Er startete für den Verein Agromel Toruń.